# ماثيو سميث (رسام)
ماثيو سميث (بالإنجليزية: Matthew Smith)‏ (و. 1879 – 1959 م) هو رسام، وفنان من المملكة المتحدة، والمملكة المتحدة لبريطانيا العظمى وأيرلندا، ولد في هاليفاكس، توفي في تشيلسي، لندن، عن عمر يناهز 80 عاماً.

## التعليم
تعلم في كلية سلايد للفنون الجميلة ‏
.

## جوائز
حصل على جوائز منها:

نيشان الامبراطورية البريطانية من رتبة قائد

## روابط خارجية
- ماثيو سميث على موقع الموسوعة البريطانية (الإنجليزية)